# Бруно Мадригаль
Бруно Мадригаль (англ. Bruno Madrigal) — персонаж из диснеевского мультфильма «Энканто», изгнанный дядя главной героини мультфильма Мирабель, обладающий даром предсказывать будущее. Ему посвящена песня под названием «Не упоминай Бруно». Озвучен Джоном Легуизамо.

## Разработка
Изначально Бруно предполагался более молодым, примерно того же возраста, что и Мирабель, и, по словам режиссёра Байрона Ховарда, изображался как «более пухлый и забавный дядя, которого она встречала ранее в фильме». Первоначальное имя персонажа было Оскар, однако творческая группа «Энканто» изучила другие варианты из-за большого количества существующих в реальности Оскаров Мадригалей в Колумбии. Автор песен Лин-Мануэль Миранда выбрал имя Бруно из списка возможных имён, включая Арло, Андре, Анко, Марко и Эмо, поскольку такой выбор позволил бы использовать запоминающуюся строчку «Не упоминай Бруно, но, но, но» в песне «Не упоминай Бруно».
Бруно изображается в пончо. В качестве основного цвета костюма Бруно был выбран изумрудно-зелёный цвет. Этот выбор обусловлен колумбийскими изумрудами и их использованием для предсказания будущего. В качестве ресурса при разработке Бруно команда «Энканто» опиралась на культуру кимбая. Одна из идей костюма персонажа заключалась в том, чтобы надеть на него ковёр, который он нашёл в доме. По словам художника по визуальному развитию Мэг Парк, окончательный вариант костюма Бруно должен был быть «старым церемониальным нарядом», носившимся в момент, когда у Бруно были видения будущего для людей, приходивших его навестить.

## Характеристика
Бруно родился в семье Педро и Альмы Мадригаль. У него есть две старшие сестры — Джульета и Пепа Мадригаль. Очень не уверен в себе и социально неуклюж. Не состоит в браке и не имеет детей.
За исключением его 15-летней племянницы Мирабель, каждый член семьи получил на свой пятый день рождения волшебный дар. Дар Бруно — способность предвидеть будущее, оказывающийся одновременно и благословением, и проклятием. После того, как Мирабель не удалось заполучить свой дар, Бруно (на тот момент ему было 40 лет) просят вызвать видение, чтобы узнать, почему так получилось. Персонаж видит Мирабель стоящей перед сломанным волшебным домом Каситой, где живёт семейство Мадригалей. Зная, что это видение вызовет разногласия у Мирабель с остальными членами семьи и жителями города, которые в повседневной жизни полагаются на магию Мадригалей, Бруно разбивает стеклянную плиту с видением. По итогу Бруно оказался изгоем — властная Альма не хочет признавать, что её сын прав, поэтому Бруно таинственным образом исчезает и семейство Мадригалей предпочитает не вспоминать о нём. Он прятался внутри стен Каситы и находится там вместе с крысами. Бруно также тайно следил за своей семьёй, чтобы всё ещё быть рядом с ней.
Самые младшие члены Мадригалей в «Энканто» даже не знали, кто такой Бруно, поскольку никому никогда больше не разрешалось произносить его имя, из-за всеобщего предположения того, что он бросил их навсегда. Камило, например, описывал Бруно как нечто, более близкое к чудовищу, чем к человеку: «Он полночный вой, кошмар твой ночной».
Спустя 10 лет, в момент, когда происходит действие мультфильма «Энканто», Мирабель беспокоится о том, что магия в поселении, где живёт семейство Мадригаль, разрушается, и расспрашивает других членов семьи, вскоре обнаруживая, что Бруно может чем-то с этим помочь. В песне «Не упоминай Бруно» члены семьи Мадригаль и городка рассказывают Мирабель о том, как Бруно предвидел в основном негативные для них события, и винят его в своих несчастьях. Позже Мирабель находит Бруно в стенах дома, и он объясняет, что ранее показанное видение изменится, и что его смысл предполагал, что она может либо разрушить семью, либо исправить её проблемы. По настоянию Мирабель он вызывает новое видение, которое показывает ей, что нужно сделать, чтобы спасти семью. В конечном итоге Касита рушится, и Мирабель убегает, но прибытие её бабушки Альмы и самого Бруно её обнадёживает. Давно рассорившиеся Альма и Бруно мирятся, и Бруно теперь снова уважают. Затем он помогает своей семье и горожанам восстановить Каситу.
В оригинальной версии Бруно был озвучен Джоном Легуизамо, а в русском дубляже — Тимуром Родригезом.

## Критика
Зрители предположили, что Бруно может быть нейроотличным или иметь психическое заболевание. Издание The Mary Sue писало, что в семействе Мадригаль Бруно пребывает в статусе «депрессивных посторонних, которые любят свою семью, но чувствуют, что их присутствие приносит больше вреда, чем пользы». В интервью CNN терапевт Кадеша Аделакун поделилась тем, как люди идентифицируют себя с Бруно: «У нас есть члены семьи, которые также нейроотличны или имеют проблемы с психическим здоровьем, и вследствие того, что они другие, их избегают или о них не говорят».
Джонатан Мешутт из MovieWeb считает, что Бруно должен быть посвящён отдельный фильм. Он отмечает, что у песни «Не упоминай Бруно» было почти больше экранного времени, чем у самого Бруно. Критику «кажется немного преступным, что зрители так мало его видели». Мешутт предлагает сделать сериал-приквел, в котором отразились бы прошлые видения Бруно и то, как они причиняли вред или иногда помогали горожанам, или сериал-приквел, где Бруно вернулся из своего убежища и пытается загладить свою вину перед всеми людьми, которым он предсказывал.

## Факты
- Во время песни «Не упоминай Бруно» и куплета Долорес на заднем плане появляется силуэт Бруно с его светящимися глазами, который танцует под музыку, что было отмечено как пасхальное яйцо от создателей мультфильма[21][22]. Высказывалось предположение, что на самом деле это не настоящий Бруно, а его племянник Камило, обладающий даром превращаться в других людей[15].